# 鄺可怡
鄺可怡，（英語：Kwong Ho Yee, Connie），香港學者。現任香港中文大學中國語言文學系教授。
鄺可怡畢業於中文大學中文系，後留校進修並獲碩士學位。其後分別赴法國巴黎第八大学取得藝術碩士、索邦大学進修並獲博士學位。曾於嶺南大學任教。2006年加入中大中文系任助理教授。她曾擔任臺灣中央研究院中國文哲研究所訪問學者。